# フィレンツェ・サンタ・マリア・ノヴェッラ駅
フィレンツェ・サンタ・マリア・ノヴェッラ駅（イタリア語: Stazione di Santa Maria Novella,SMN)はフィレンツェにあるターミナル駅である。その頭文字をとってSMN駅と略されることもある。ボローニャ-フィレンツェ線の南側の終点であり、フィレンツェ＝ローマ線の北側の終点でもある。またフィレンツェ-ローマ高速線を通じて南方へ向かう列車や、ピサ方面に通じるレオポルダ線の列車も乗り入れている。
2009年12月13日にはボローニャ方面への高速新線（ボローニャ-フィレンツェ高速線）も北へ2つ先のフィレンツェ・カステッロ駅から分岐する形で開業し、当駅に乗り入れている。

## 歴史
1932年に、ジョヴァンニ・ミケルッチとイタロ・ガンベリーニを含む建築家集団として知られるグルッポ・トスカーノのメンバーが設計を行っている。グルッポ・トスカーノはメインとなる駅正面の建物にのみかかわっており、プラットホーム、ベンチその他のものは全て、通信省の建築家アンジョロ・マッツォーニが設計を行っておりプロジェクトの一部ではなかった。
1932年から1934年にかけて建築された。建物の設計では上から見られるものとして、ベニート・ムッソリーニのファシズム運動の象徴であるファスケスを基にしている。建物はイタリアのモダニズムの重要な作品のうちの1つでもある。駅の設計コンペは大きな論争となったが、グルッポ・トスカーノのプロジェクトのムッソリーニの承認は、現代性が公式に受け入れられ歓迎された。新駅舎は、老朽化したレオポルダ駅に代わり中心部の玄関口として機能するように設計され、現代的な建物は付近にあるサンタ・マリア・ノヴェッラ教会のゴシック建築とは対照をなすことを意図していた。

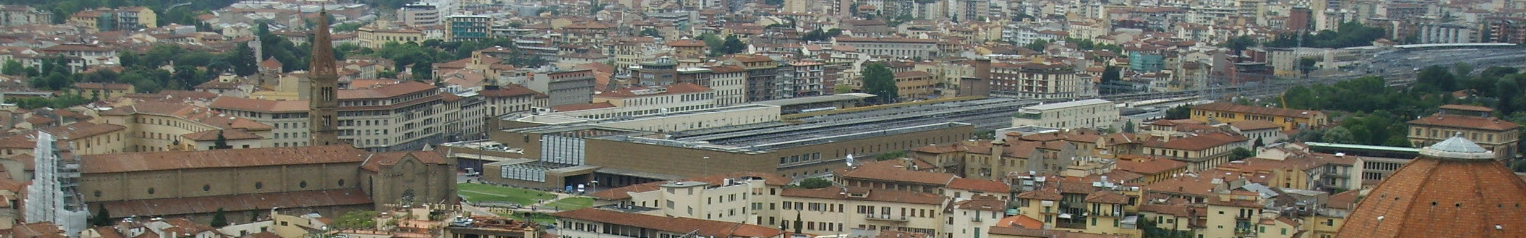

## 駅構造
ヨーロッパのターミナル駅ではしばしば見られる、頭端式ホームを採用している。ユーロスター・イタリアなど当駅を経由してローマ・ナポリ（南）方面とミラノ・ヴェネツィア（北）方面を結ぶ列車は、そのホーム構造のため、当駅で折り返し（スイッチバック）を行う。
ユーロスター・イタリアやインターシティなど中長距離を結ぶ一部の列車では、折り返しの手間を省くためSMN駅を経由せずにその北方にある短絡線を経由し、代わりとして当駅の北に位置するフィレンツェ・リフレディ駅か、街の東方にあるフィレンツェ・カンポ・ディ・マルテ駅に停車するものがある。
上述したように、高速新線（アルタ・ヴェロチタ）を経由するユーロスター・イタリア・アルタ・ヴェロチタ（ユーロスターAV）の中には当駅で折り返しをする列車が現在存在するが、それによる所要時間のロスを省くべく、駅の北方1kmのところにある車両庫を改造して高速列車専用駅のフィレンツェ・ベルフィオーレ駅を建設する工事が現在進捗しており、ユーロスターAVなどは近くSMN駅に代わってそちらを発着駅とする予定となっている。
コンコースは特徴的な天窓で覆われ、光が差し込んでいる。8番線近くには第二次世界大戦中にイタリアを占領下に置いたドイツにより、ヨーロッパ各地に設けた強制収容所へ列車に乗せられ送られたユダヤ人の追悼額がある。